# Ryszard Mienicki
Ryszard Mienicki (ur. 28 lipca 1886 w Warszawie, zm. 29 stycznia 1956 w Toruniu) – polski archiwista, historyk, profesor Uniwersytetu Stefana Batorego w Wilnie i Uniwersytetu Mikołaja Kopernika w Toruniu.

## Życiorys
Ryszard Mienicki urodził się w Warszawie, ale dzieciństwo i młodość spędził w Sielihorach w powiecie lepelskim, w dawnym województwie połockim. W 1904 roku ukończył Gimnazjum w Rydze. W latach 1904–1906 studiował historię na Uniwersytecie w Petersburgu. Od 1906 do 1910 roku studiował historię na Uniwersytecie Jagiellońskim w Krakowie. W 1910 roku napisał doktorat pt. Hieronim Radziejowski podkanclerzy koronny.
W latach 1921–1939 Ryszard Mienicki był pracownikiem Uniwersytetu Stefana Batorego w Wilnie. W ośrodku wileńskim zajmował się głównie historią archiwów na ziemiach litewskich i Rusi Białej. Zainteresowania badawcze Mienicki zwieńczał tworzeniem monografii naukowych. Powstała wówczas m.in. praca z 1923 roku pt. Archiwum Akt Dawnych w Wilnie w okresie 1793-1922. Mienicki przygotowywał się także do stworzenia monografii województwa połockiego, które jednak nie zostało ukończone, a zebrany przez niego materiał spalił się w wyniku działań wojennych w lipcu 1944 roku.
Po II wojnie światowej Mienicki zmuszony wraz z innymi Polakami do opuszczenia Wilna przybył do Krakowa i wykładał przez II semestr na Uniwersytecie Jagiellońskim. W dniu 8 października 1945 roku został powołany przez rektora nowo powstałego Uniwersytetu Mikołaja Kopernika w Toruniu do katedry Historii Europy Wschodniej. Zyskał tytuł profesora kontraktowego. W 1951 roku na tym samym Uniwersytecie został kierownikiem katedry archiwistyki i nauk pomocniczych historii na wydziale humanistycznym. W latach 1949–1952 był ponadto wykładowcą Państwowej Wyższej Szkoły Pedagogicznej w Gdańsku.
Po przeniesieniu się na grunt toruński prof. Mienicki zainteresował się również dziejami Pomorza, czego przykładem są wydane przez niego Inwentarze dóbr biskupstwa chełmińskiego z XVII i XVIII w.. Od 1954 roku zdrowie utrudniało profesorowi Mienickiemu pełnienie obowiązków naukowo-dydaktycznych. W 1955 został zwolniony przez Ministerstwo Szkolnictwa Wyższego z obowiązków pełnienia zajęć dydaktycznych i organizacyjnych. Zmarł 29 stycznia 1956 roku w Toruniu.

### Życie prywatne
Miał młodszego brat Mariana Mienickiego (1890-1966) dermatologa wileńskiego i profesora Uniwersytetu Łódzkiego. W 1922 roku ożenił się z Ireną Kirkor. Miał jednego syna, Haralda.

## Ordery i odznaczenia
- Złoty Krzyż Zasługi – 10 listopada 1938 „za zasługi na polu pracy społecznej”[5]

## Wybrane publikacje
- Archiwum Akt Dawnych w Wilnie w okresie 1793-1922 (1923)
- Pierwsze dziesięciolecie Uniwersytetu Stefana Batorego w Wilnie (1931)
- Archiwum murawjewskie w Wilnie (r. 1898-1901-1936) (1937)
- Inwentarze dóbr biskupstwa chełmińskiego (1646 i 1676) (1955)